# شهرستان پایک (جورجیا)
شهرستان پایک، جورجیا (به انگلیسی: Pike County, Georgia) یک شهرستان در ایالات متحده آمریکا است که در جورجیا واقع شده‌است.